# Grzegorz Krejner
Grzegorz Krejner (Żyrardów, Masòvia, 25 de febrer de 1969) va ser un ciclista polonès, que s'especialitzà en la pista, on va guanyar una medalla als Campionats del Món. Va participar en quatre Jocs Olímpics.

## Palmarès en pista
- 1998
  -  Campió d'Europa sub-23 en Velocitat per equips (amb Marcin Mientki i Grzegroz Trebski)

### Resultats a laCopa del Món en pista
- 1995
  - 1r a Cottbus, en Quilòmetre
- 1997
  - 1r a Fiorenzuola d'Arda i Quartu Sant'Elena, en Velocitat per equips
  - 1r a Quartu Sant'Elena, en Quilòmetre
- 1999
  - 1r a Frisco, en Velocitat per equips
- 2000
  - 1r a Torí, en Velocitat per equips
- 2001
  - 1r a Szczecin, en Velocitat per equips